# Piptostigma mortehani
Piptostigma mortehani là loài thực vật có hoa thuộc họ Na. Loài này được De Wild. miêu tả khoa học đầu tiên năm 1914.